# Tanaostigmodes koebelei
Tanaostigmodes koebelei är en stekelart som beskrevs av Lasalle 1987. Tanaostigmodes koebelei ingår i släktet Tanaostigmodes och familjen Tanaostigmatidae. Inga underarter finns listade i Catalogue of Life.